# Burg Neu-Bubenberg
Die Burg Neu-Bubenberg ist die Ruine einer mittelalterlichen Höhenburg aus dem 13. Jahrhundert auf einem Hügel westlich von Bern in der Gemeinde Köniz im Kanton Bern.

## Geschichte
Die Burg Neu-Bubenberg wurde im 13. Jahrhundert gebaut. Die Burg war nach der Burg Alt-Bubenberg ein weiterer Stammsitz der Berner Patrizierfamilie von Bubenberg.
1338 wurde die Burg aufgegeben und zerfiel im Laufe der Jahrhunderte. 
1937 wurde die Ruine von einer Privatperson erworben und sollte zu einem Wohnhaus umgebaut werden. Um das zu verhindern, stellte der Regierungsrat des Kantons Bern die Ruine unter Schutz. In den 1940er-Jahren kam es zu missglückten Restaurierungen, welche die Originalsubstanz verfälschten.
Heute sind noch gut sichtbare fast zwei Meter dicke Mauerreste erhalten. Die Burgruine Neu-Bubenberg ist in Privatbesitz, aber eingeschränkt zugänglich.